# Cesty
Cesty je edice EP desek, ve které vydavatelství Panton v 80. letech vydávalo nahrávky převážně folkových hudebníků. Výjimečně v edici vyšlo i LP, např. Cesty '85, Panton na Portě (1985). V obdobné edici Dostavník vydával ve stejné době Supraphon folkové singly.

## Seznam desek
1. Hop trop (1984)
2. Máci (1984)
3. Nezmaři (1984)
4. Žalman a spol. (1984)
5. Jaromír Nohavica (1985)
6. Bluesberry (1985)
7. Dagmar Voňková (1985)
8. Poutníci (1985)
9. Stopa (1985)
10. Miki Ryvola (1985)
11. Slávek Janoušek & Luboš Vondrák (1986)
12. Wabi Ryvola a přátelé (1986)
13. Folk Team (1987)
14. Jakub Noha
15. Oldřich Janota, Vojtěch a Irena Havlovi
16. Pavlína Jíšová
17. Fleret (1990)